# 真鶴町立まなづる小学校
真鶴町立まなづる小学校（まなづるちょうりつ まなづるしょうがっこう）は、神奈川県足柄下郡真鶴町真鶴にある公立小学校。

## 概要
- 2005年（平成17年）4月1日に、「真鶴町立真鶴小学校」と「真鶴町立岩小学校」が統合して発足した、真鶴町全域を学区とする同町唯一の小学校である。
- なお、校舎は、旧真鶴小学校校舎を継続使用する。
- 岩地区から通う児童に対しては、スクールバスを運行する。

## 沿革
- 2005年（平成17年）
  - 4月1日 - 「真鶴町立まなづる小学校」開校[1]。同日、校歌・校章・校帽を制定。
  - 5月1日 - 開校記念式を挙行し、5月1日を「開校記念日」と定めた。同日、「岩・真鶴小学校資料室」の整備が完了した。
- 2006年（平成18年）
  - 1月10日 - 校旗制定。
  - 3月7日 - PTAの協力により、体育館に校歌板を設置し、除幕式を行った。
  - 9月27日 - 校舎外壁改修工事完了。
- 2008年（平成20年）1月29日 - PTAの協力により、体育館緞帳、校章を新調する。
- 2014年（平成26年）5月29日 - 創立10周年記念式を挙行。
- 2016年（平成28年）3月30日 - 運動場体育倉庫改築工事完了。
- 2017年（平成29年）
  - 8月31日 - 校舎裏舗装工事完了。
  - 11月17日 - 校舎内1階と3階の中央トイレの洋式化が完了。
- 2021年（令和3年）1月28日 - 体育館トイレを洋式化。

## 児童数
- 227名 - 2015年（平成27年）5月1日時点[1]
- 207名 - 2021年（令和3年）5月20日時点

## アクセス
- 伊豆箱根バス「小学校下」バス停下車後、徒歩約330m・約5分。